# Sarıcalar, Selçuklu
Sarıcalar là một xã thuộc quận Selçuklu, tỉnh Konya, Thổ Nhĩ Kỳ. Dân số thời điểm năm 2011 là 138 người.